# Арістід
Див. також Арістід (значення)
Арістід Справедливий (грец. Αριστειδης; 530 до н. е. — 468 до н. е.) — афінський полководець і політик, був одним з 10 воєначальників у битві під Марафоном в 490 до н. е. і був обраний архонтом.
Син Лісімаха з деми Алопеки. По материнській лінії, імовірно, належав до аристократів Керіків. Виражав інтереси землевласницької аристократії Аттики. Один з полководців у період греко-перських воєн (500 — 449 до н. е.): битв при Марафоні (490 до н. е.), Саламіні (480 до н. е.) і Платеях (479 до н. е.).
Пізніше вступив у конфлікт із демократичним лідером Фемістоклом і був висланий (зазнав остракізму) близько 483 до н. е.
Повернувся для боротьби з персами біля Саламіна в 480 до н. е. і в наступному році командував афінськими військами біля Платеї.
Співорганізатор Першого Афінського морського союзу, був названий Справедливим.
На його честь названо астероїд 2319 Арістід.

## Біографія
Арістід був членом достатньо забезпеченої родини. Про його раннє життя розповідають лише те, що він став послідовником державного діяча Клісфена і став на бік аристократичної партії в афінській політиці. Вперше він був помічений як стратег, який командував своїм рідним племенем Антіохіс у битві при Марафоні, і, безсумнівно, завдяки відмінності, якої він потім досяг, він був обраний епонімом архонта на наступний рік (489—488). Проводячи консервативну політику щодо збереження Афін як сухопутної держави, він був одним із головних противників військово-морської політики, запропонованої Фемістоклом.
За словами Плутарха, суперництво між Арістідом і Фемістоклом почалося ще в юності. Конфлікт між двома лідерами закінчився остракизмом Арістіда в дату, яку по-різному вказують між 485 і 482 роками. Кажуть, що з цієї нагоди неписьменний виборець, який не визнавав Арістіда, підійшов до державного діяча і попросив його написати ім'я Арістід про його голосуючий осколок, щоб його остракувати. Останній запитав, чи не скривдив його Арістід. «Ні, — була відповідь, — і я його навіть не знаю, але мене дратує, коли його всюди називають „Справедливим“».
На початку 480 року Арістід скористався указом про відкликання вигнанців, щоб допомогти в обороні Афін від перських загарбників, і був обраний стратегом на 480—479 роки. У битві при Саламіні він вірно підтримав Фемістокла і увінчав перемогу, висадивши афінську піхоту на острів Пситталея і знищивши перський гарнізон, що стояв там.
Арістід попередив Олександра I Македонського про майбутній напад персів у битві при Платеях, 479 р. до н. е.
У 479 році він був переобраний стратегом і отримав особливі повноваження як командувач афінськими військами в битві при Платеях; також кажуть, що він придушив змову серед деяких людей в армії. Він настільки завоював довіру іонійських союзників, що після повстання від спартанського адмірала Павсанія вони передали йому головне командування і залишили йому абсолютну свободу дій у визначенні вкладів новоствореної конфедерації Делійського союзу. Його оцінка була загальновизнаною як справедлива і продовжувала бути основою оподаткування протягом більшої частини періоду ліги. Він продовжував займати переважне становище в Афінах. Спочатку він, здається, залишився у хороших стосунках з Фемістоклом, якому, як кажуть, допоміг перехитрити спартанців у відбудові стін Афін.
Одні органи влади кажуть, що він помер в Афінах, інші — під час подорожі до Чорного моря. Датою його смерті Непот назвав 468 рік. Він дожив до остракизму Фемістокла, до якого завжди виявляв щедрість, але помер до приходу Перікла. Його маєток, здається, сильно постраждав від перських вторгнень, бо, очевидно, він не залишив достатньо грошей, щоб оплатити витрати на своє поховання, а відомо, що його нащадки навіть у IV столітті отримували державні пенсії.

## Особисте життя
Згідно з Плутархом, що посилається на філософа Арістона з Кеоса, суперництво між Арістідом і Фемістоклом почалося в їхній юності, коли вони змагалися за кохання хлопчика: «…вони були суперниками за прихильність прекрасного Стесілая з Кеоса і були пристрасними понад усі міри».

## Згадки
Геродот — не єдиний античний автор, який оцінює життя Арістіда. Він також є предметом одного з «Паралельних життів» Плутарха, хоча Плутарх, який писав за часів Римської імперії, був видалений на кілька століть. Сократ у діалогах Платона «Горгій і Мено» вихваляє Арістіда як винятковий приклад хорошого лідерства.
У діалозі Платона «Theaetetus» Сократ звертається до Арістіда, онука знаменитого Арістіда, менш позитивно, приводячи його як приклад учня, який занадто рано залишає його опіку і пізніше розуміє, що він дурень.

## Меморіали
На площі Луїсбург в американському місті Бостон є статуя Арістіда (Бостон). Картина Арістіда 1806 року роботи Шарля Брокаса знаходиться в Музеї Августенів у французькому місті Тулуза.